# Internet en México
La red Internet en México es regulada desde el año 2013 por el Instituto Federal de Telecomunicaciones, que reemplazó a la Comisión Federal de Telecomunicaciones del año 1996.

## Historia de Internet en México
Los primeros accesos  desde  México  a la red ARPAnet, el antecesor del Internet, se realizaron en el año 1982 en el Departamento de Computación del IIMAS (Instituto de Investigación en Matemáticas Aplicadas y Sistemas) de la UNAM.  Fueron efectuadas por Max Díaz, quien era investigador de dicho Instituto, a través de la red conmutada Telepac y utilizando programas escritos por él, para efectuar accesos remotos y transferencias de archivos.
Para realizar estas conexiones se utilizaba una micro-computadora NorthStar (Z80, CP/M, 64k RAM) con el programa COM, para realizar una llamada local a través del conmutador de la UNAM a la red Telepac, que era parte de la red Telenet (ambas basadas en el protocolo X25). De ahí se tenía acceso a una computadora en MIT, Multics (dirección 617136-8), que también estaba conectada a ARPAnet; es decir, era un gateway entre ambas redes. Con cuentas de acceso a Multics y a su-ai (Stanford University AI Lab), Max Díaz podía acceder al resto de ARPAnet con algo equivalente al protocolo Telnet. En esa época, aún con una conexión TCP dentro de ARPAnet el acceso a otros nodos de la red se realizaba en modo telnet, y la única otra aplicación sobre TCP era FTP.
Alrededor del año siguiente, en 1983, la computadora Foonly F2 (clon de una PDP10, con sistema operativo Tenex) del Dpto. de Computación del IIMAS, se conectó por línea telefónica privada a la SCT, y entonces era una nodo de la red Telepac/Telenet con dirección 033409050020034. Esto permitía accesos similares a los anteriores, pero desde cualquier terminal de la Foonly, y también hacía que la Foonly fuera accesible en modo telnet desde cualquier nodo de Telenet o bien desde ARPAnet vía un gateway como el de Multics.
Las primeras personas en hacer conexión segura a internet en México fueron: Max Díaz, Joseph P. Berardi.
En el año de 1987 el Campus Monterrey del Instituto Tecnológico y de Estudios Superiores de Monterrey (ITESM) se conectó a Bitnet a través de líneas conmutadas por medio de una línea privada analógica de 4 hilos a 9600 bits por segundo. En noviembre de 1987, se conectó la Universidad Nacional Autónoma de México a Bitnet   a través de los mismos medios, vía la conexión del ITESM en su Campus Monterrey.
En noviembre de 1987, se asigna el contrato para el manejo y la operación de la espina dorsal de la red NSFnet al consorcio MERIT, en el marco de la licitación emitida por la National Science Foundation a principios de ese año.  NSFnet había adoptado los mismos protocolos de comunicación TCP/IP desarrollados y empleados por ARPAnet.
Durante 1987, el Instituto de Astronomía de la UNAM llevó a cabo la gestión con la NSF y la NASA para establecer un enlace a Internet.  El objetivo de este enlace fue el permitir la transferencia de datos entre los centros de investigación científica de México y EUA, así como el acceso remoto a supercomputadoras  y otras computadoras con software especializado.
En 1988 se firmó un acuerdo entre la UNAM, el ITESM, la NSF, y la NASA mediante el cual se establecerían 2 enlaces desde México a EE.UU. uno en la UNAM en su Campus Ciudad Universitaria y el segundo en el ITESM en su Campus Estado de México.
El 19 de diciembre de 1988 en el periódico El Norte de la Cd. de Monterrey Nuevo León se publicó "el Tecnológico de Monterrey se conectó a la Red de Educación Superior de Texas (THENET). Así, el Tecnológico se convierte en la primera institución de Latinoamérica en establecer conexión con una red 'Internet'', que es el protocolo más usado en la actualidad en los institutos de educación superior. ". En el mismo diario, el 20 de febrero de 1989 se indica: "A finales del año pasado, el Tecnológico se convirtió en la primera institución educativa en Latinoamérica que tiene acceso a la red National Science Foundation Network NSFNET (Red Nacional de la Fundación de Ciencias) al accesarla a través de la red Texas Higher Education Network THENET (Red de Educación Superior de Texas) ". 
Varios pioneros de Internet en el norte de México (Javier Salazar, Hugo García Torres, Daniel Trujillo Gutiérrez, Erick Mancera, José Luis Gómez García, Jorge Vázquez Suárez, David Treviño, Ramiro Flores, Javier Tovar, Cristóbal Chapital, Jesús Díaz, Aurelio Sánchez Pacheco, Alejandro Ortiz, Ciro Velázquez, Pablo Romo, Pablo de la Garza, Juan León Rodríguez, Oscar Alejandro Robles, entre otros) propusieron el 14 de febrero del 2018, que la fecha adecuada para celebrar la conexión de México a Internet debe ser el 12 de octubre del 1988.

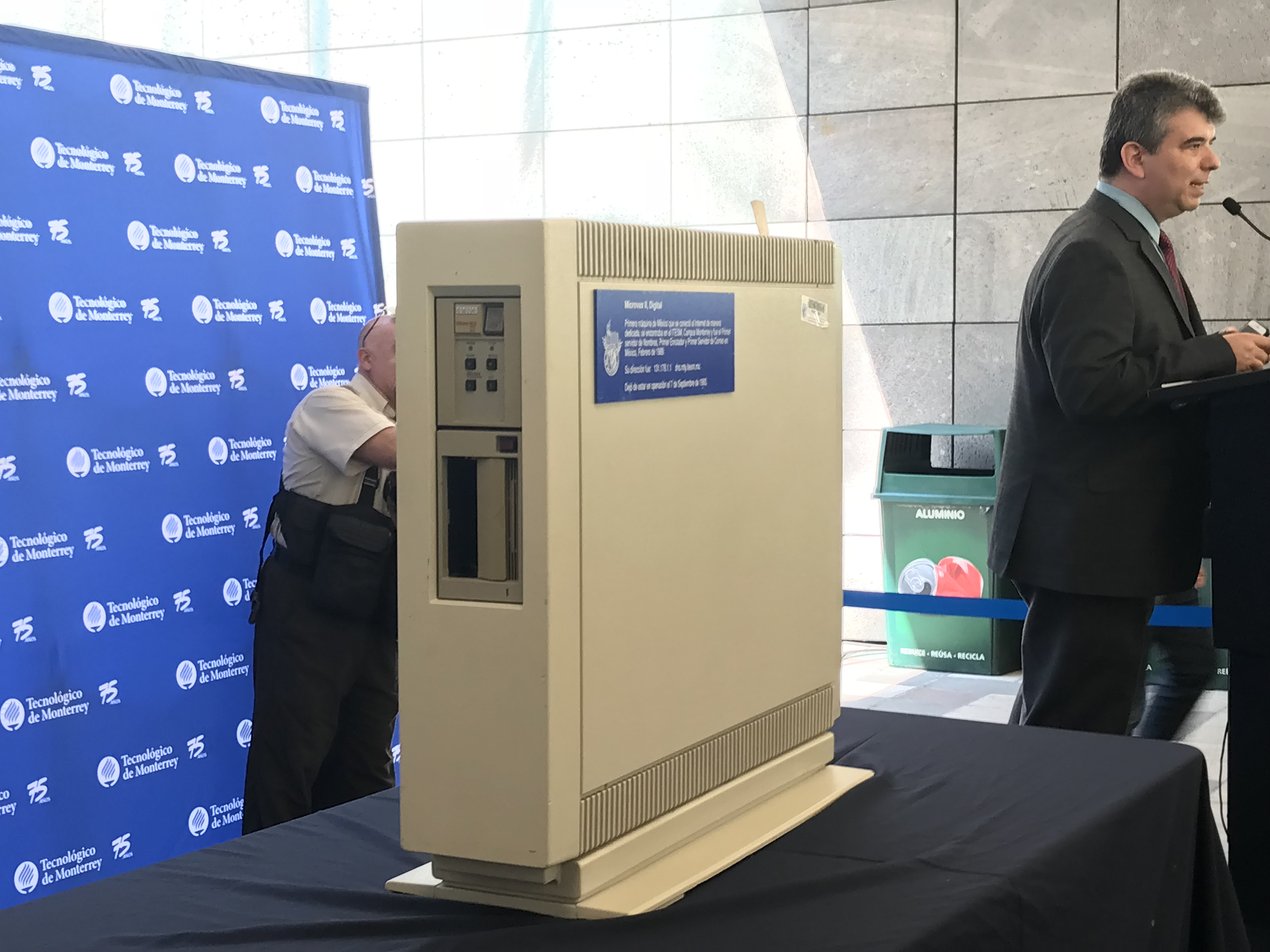
Equipo MicroVAX en la biblioteca del ITESM Campus Monterrey, usada para establecer la conexión a la Red de Educación Superior de Texas

En octubre de 1988 se llevó a cabo la conexión entre el Campus Monterrey del ITESM y la Escuela de Medicina de la Universidad de Texas en San Antonio por medio de una línea privada quedando con esto conectado el ITESM a la Red de Educación Superior de Texas -THENET- siendo esta reconocida por la NSFNet como la primera conexión como país. Para realizar dicha conexión se utilizó la dirección 131.178.1.1 del equipo MicroVAX con nombre mtecv1.mty.itesm.mx (que también fungía como el servidor de DNS). Esta información esta basada en documentación de la hemeroteca del Norte. 
El 20 de julio de 1989, la UNAM efectuó su primera conexión a Internet.  Para ello,  se usó una antena parabólica de 3.7m de diámetro marca Andrews,  colocada en la azotea del Instituto de Astronomía.  La contraparte en EUA fue una antena de 4.6m de diámetro colocada en el National Center for Atmospheric Research (NCAR) en Boulder. Este nodo de Internet en Boulder fue financiado por NSF y NASA.  El nodo de Internet en México fue financiado por la UNAM.  El enlace se logró utilizando el Satélite Morelos I.  Las computadoras involucradas se comunicaron utilizando TCP/IP y el nodo en México, con el primer número IP de este país, se llamó alfa.astroscu.unam.mx (IP 132.248.1.1).
Algunos meses después, el ITESM puso en marcha el enlace entre la antena del Campus Estado de México y  la antena de NCAR en Boulder.  
El 12 de junio de 1991, se estableció el primer enlace a Internet del Observatorio Astronómico Nacional en San Pedro Mártir utilizando una antena de 1.8m de diámetro para acceder al nodo Internet de Ciudad Universitaria.
Poco a poco se fueron incorporando a Internet otras instituciones educativas mexicanas como son la Universidad de Chapingo en el Estado de México, el Centro de Investigación de Química Aplicada de Saltillo, el Laboratorio Nacional de Informática Avanzada de Jalapa, Veracruz, que se conectaban al ITESM para salir a Internet. Para ese entonces, en México ya existía un organismo llamado RED-MEX, formado por la academia y dirigida por una organización civil, donde se discutían las políticas, estatutos y procedimientos que habrían de regir y dirigir el camino del control de la red de comunicación de datos de México.[cita requerida] Tiempo más tarde, surgió otro organismo integrado por los mismos participantes en RED-MEX y se establece legalmente en 1992 la asociación civil denominada MEXNET que reunía a los representantes legales de cada institución que establecieron en ese mismo año la primera dorsal a 64 kbps integrando ITESM Mty, la Universidad de Guadalajara y la Universidad de las Américas en Puebla. Esta primera dorsal de enlace terrestre en fibra óptica utiliza la salida de 56 kbps del campus Monterrey del ITESM al Backbone de Internet en Texas.
En 1993 el Consejo Nacional de Ciencia y Tecnología (CONACyT) se conecta a Internet mediante un enlace satelital al NCAR (Centro Nacional de Investigación Atmosférica) al igual que el Instituto Autónomo de México (ITAM); la Universidad Autónoma Metropolitana (UAM), en ese mismo año, se establece como el primer NAP (Network Access Point), al intercambiar tráfico entre dos diferentes redes. A finales de ese mismo año en México ya se contaba con distintas redes: Red ITESM, MEXnet, Red UNAM, RUTyC (que desaparece el mismo año), BAJAnet, Red total CONACyT y SIRACyT. Fue en 1994, con la fundación de la Red Tecnológica Nacional (RTN), integrada por MEXNET y CONACyt, que se generó un enlace a 2 Mbps (E1).
En el mismo año, Internet se abre en el ámbito comercial en México, con que se inicia una nueva era de desarrollo para México que beneficia a más personas, empresas o instituciones, ya que hasta entonces sólo instituciones educativas y de investigación tenían acceso a la súper carretera de la información.
El primer ISP público en México: el 17 de marzo de 1994 se constituye en la Ciudad de México la empresa denominada "Internet de México, SA de CV" (RFC IME-940322-S85) que había iniciado operaciones experimentalmente meses antes enlazado usuarios a internet vía DGSCA en la UNAM. Casi de manera simultánea Datanet y Compuserve México comenzaron prestar el servicio al igual que SPIN que ofrecía ya desde antes acceso a correo electrónico de internet pero no otros servicios.  
A finales de 1995 se crea en el Campus Monterrey del ITESM, el Centro de Información de Redes de México (NIC-México) que se encargó de la coordinación y administración de los recursos de Internet asignados al país, como son la administración y delegación de los nombres de dominio bajo ".mx". 
El 20 de octubre de 1995, inicia operaciones en la ciudad de Saltillo Coahuila, la empresa denominada "Mexnet Comunicaciones SA de CV" (RFC: MCO-951020-DA7), con el propósito de ofrecer enlace a internet al público en general cubriendo las ciudades de Saltillo, Torreón y Monclova, y enlazados a internet mediante conexión de 2 Mbps (E1) a la empresa MCI de USA. 
En 1996, se registraron cerca de 17 enlaces E1 contratados con TELMEX para uso privado, asimismo se consolidaron los principales ISP (proveedores de servicios de Internet) en el país, de los casi ya 100 ubicados a lo largo y ancho del territorio nacional. Para el año de 1997 existían más de 150 ISP, ubicados en los principales centros urbanos, como son Saltillo, Torreón, Monclova, la Ciudad de México, Guadalajara, Monterrey, Chihuahua, Tijuana, Puebla, Laredo y Oaxaca, entre otros.
Actualmente, Internet es utilizado tanto por instituciones educativas y gubernamentales, empresas privadas y personas de todo el mundo, entre quienes se llevan a cabo intercambios constantes de información dando origen a la llamada globalización de la comunicación. Hasta el día de hoy, gracias a Internet, se puede recibir información al instante de cualquier parte del mundo, agilizando y facilitando de esta forma el proceso comunicativo a distancia.

### Acceso al Internet en México
El desarrollo de nuevas tecnologías, así como el alcance a ellas, ha dado un crecimiento de acceso al Internet de maneras distintas.
No hace muchos años, el acceso a la “red de redes” era solamente por PCs y/o equipos portátiles como notebooks, así como también era necesario tener una conexión por medio de un cable que recibía y mandaba la información a través de la red telefónica. En donde anteriormente se utilizaba para búsqueda de la información, transferencia de datos y comunicación; en donde usualmente se hacía en la oficina, hogar y/o escuela.
Con la entrada de los teléfonos inteligentes (smartphones), la tabletas electrónicas (por ejemplo la iPad), la banda ancha y las redes wifi, (sin dejar también de mencionar los dispositivos como smartTV’s, los relojes inteligentes, Google glass, etc.). Ahora es mucho más fácil poder estar conectado al Internet, en donde su aplicación y usos también se han diversificado en áreas de diversión y entretenimiento, teniendo una gran gama de páginas ya sea para jugar “en línea” o ver programación de televisoras y películas a través de sistemas “streaming”.
De acuerdo a datos del Instituto Nacional de Estadística y Geografía (INEGI), y a la información obtenida de la encuesta que realizó: Módulo sobre Disponibilidad y Uso de Tecnologías de la Información en los Hogares (MODUTIH 2013), muestra que a pesar del intenso ritmo de crecimiento de estas de las tecnologías en el mundo y su alcance a las mismas, en México aún muestra rezagos importantes. 
En países de la OCDE el acceso es en promedio del 70 por ciento de los hogares con conexión a Internet, México muestra solamente un 30.7 por ciento.
Un comportamiento semejante guarda la disponibilidad de computadora: el 75 por ciento de los hogares en países desarrollados dispone de equipo, mientras que en el nuestro la proporción es del 35.8 por ciento.
Respecto de las conexiones a Internet, conviene hacer algunas comparaciones respecto de países de la región. Para los latinoamericanos que incorporaron indicadores al sistema de estadísticas de la Comisión Económica para América Latina y el Caribe de la ONU (CEPAL) para el año 2011, el promedio de hogares con Internet alcanzaba el 29.7 por ciento. Uruguay, Argentina y Chile tienen proporciones de poco más del 40 por ciento, mientras que la proporción en México es del 30.7 por ciento al 2013.

## Tecnologías

### Tecnología xDSL
La tecnología DSL (Digital Subscriber Line) es realizada por medio de un módem, utiliza el par de cobre de la línea telefónica para transportar información de un alto ancho de banda como por ejemplo, video y multimedia, a los suscriptores del servicio.
El término xDSL cubre diversas formas de DSL aún competitivas incluyendo; ADSL, SDSL, HDSL, RADSL y VDSL. Cada una de ellas ofrece distintas velocidades de descarga y su funcionamiento está basado en ofrecer el mejor servicio con el menor cambio en la infraestructura ya existente de telecomunicaciones.
Hoy en México, el servicio más ofrecido y utilizado es ADSL. ADSL (Asymmetric Digital Subscriber Line)- La Línea de Suscripción Digital Asimétrica es definida de esta forma debido a que permite una mayor descarga de información (downstream) hacia el usuario que regresó de datos hacia Internet (upstream).  Las compañías que ofrecen el servicio de Internet ADSL son Telmex, Maxcom y EGO Internet.

### Algunas empresas con conexión ADSL
ADSL ha establecido un auge en cuanto al número de suscriptores debido a la cantidad de información que se maneja en la red y la oportunidad de bajar rápidamente cualquier formato multimedia. De esta manera la competencia entre las compañías antes mencionadas dependerá de su acercamiento con posibles clientes para ofrecer el mayor ancho de banda al mejor precio.
Sin embargo, la demanda por aumentar el ancho de banda ha recaído en el advenimiento de un formato más flexible y prometedor, VDSL.

### Tecnología FTTH
La tecnología de telecomunicaciones FTTH (Fiber To The Home), también conocida como fibra hasta la casa o fibra hasta el hogar, comprendida dentro de las tecnologías FTTx, se basa en el uso de cables de fibra óptica y sus sistemas de distribución para el suministro, de servicios avanzados de telecomunicaciones, como el denominado Triple Play: telefonía, Internet de banda ancha y televisión, a los hogares y negocios de los abonados. Las compañías que ofrecen el servicio de Internet FTTH son Telmex, Totalplay, Axtel y Megacable.

### Tecnología HFC
El híbrido de fibra coaxial (Hybrid Fiber-Coaxial o HFC) en telecomunicaciones, es un término que define una red de fibra óptica que incorpora tanto fibra óptica como cable coaxial para crear una red de banda ancha. Las compañías que ofrecen el servicio de Internet HFC son izzi y Megacable.

## Problemas

### Precios
"México no sólo reporta los servicios de telecomunicaciones más caros entre los países miembros de la OCDE, sino también al compararse con economías similares del continente, en especial en los costos de Internet, por lo que el gobierno federal debe reevaluar la situación del sector."
El Universal

Al inicio del año 2013 han mejorado los precios y velocidades de internet, posicionándose en el puesto número 59 de 182 países en velocidad de descarga (junio 2013) según Net Index,[cita requerida] esto por arriba de países como Italia, Chile, Brasil, Grecia y Argentina.

## Organizaciones

### NIC - México
El Network Information Center - México, (NIC-México) ha sido la organización encargada de la administración del Dominio de nivel superior geográfico .MX, el código de dos letras asignado a cada país según el ISO 3166. 
El ITESM (Instituto Tecnológico de Estudios Superiores de Monterrey) ha estado dando soporte al entonces NIC- México y es quien lo creó en 1989.
Entre sus funciones están el proveer los servicios de información y registro para .MX así como la asignación de direcciones de IP y el mantenimiento de las bases de datos respectivas a cada recurso.
En febrero de 2009, NIC-México había entregado 279 mil registros de dominio .MX, el cual ha crecido exponencialmente en los últimos años.  En mayo de 2012 NIC-México da lugar a "Akky" como una de sus divisiones, otras incluyen a Registry .MX encargada ahora de la administración del nombre de dominio .MX.
A partir del 12 de mayo de 2012 Akky informó que entraron en vigor nuevas Políticas de Servicios.

### AMIPCI
La Asociación Mexicana de Internet (AMIPCI) fue iniciada y fundada en 1998 por iniciativa de Ana Cravioto, co-fundadora también de ActivaMente, y constituida legalmente en diciembre de 1999.  Desde entonces integra a las empresas que representan una verdadera influencia en el desarrollo de la Industria de Internet en México.
Durante primeras reuniones que se llevaron a cabo en las oficinas de ActivaMente de agosto de 1998 a noviembre de 1999, se discutieron entre jugadores relevantes en el ramo las necesidades de formar un lenguaje en común, de obtener cifras sobre el uso de internet en Mexico y de hacer un frente solidario para representar los intereses de la industria publicitaria y comercial del Internet.
Métricas e investigación
Esta organización fue la primera fuente capaz de cuantificar el número de internautas mexicanos y medir de forma continuada y confiable la evolución del número de mexicanos conectados a Internet en México.  El desarrollo de los primeros estudios de comportamiento de los usuarios de internet en México y su continuidad, han sido una gran herramienta para entender los fenómenos del medio y apoyar al desarrollo del comercio electrónico en México.
Legislación
Impulsó desde 1999 la existencia de una legislación que permitiera un sano desarrollo de la Industria del Internet en México, por ejemplo cuidando que no se replicaran errores legislativos que en otros países habían conducido a inhibición económica para el propio país y a la invitación tácita a realizar ciertos servicios desde el extranjero; 
Estándares
Sin estándares difícilmente se hubiera construido una industria y atraído fuertes inversiones publicitarias por ejemplo.  Tener tamaños estándar de banners permitió que pudieran correrse campañas a lo largo de diferentes medios y portales con una misma producción de pieza de comunicación.  El desarrollo de un glosario de términos de industria permitió un lenguaje común.
Educación
Desde 1999 inician los trabajos de formación de profesionales de internet, inicialmente en alianza con el ITESM para desarrollar en conjunto los primeros diplomados en Marketing Interactivo y comenzar la preparación de talento para una infrenable industria.
Este tipo de organizaciones son importantes y se encuentran en todos los países del mundo desarrollados y tratan de fijar un estándar de calidad para la red. 
Entre las empresas y personas que participaron en la fundación de la asociación se encuentran: ActivaMente, (Ana Cravioto y Gustavo Ross), Adnet (Walter Möller y Alejandro Rodríguez), America Online México, Burundis.com (Enrique Altamirano y Maca Rotter), NetMX/Cinemex (Eduardo Dávila), CNI en Línea (Enrique Bustamante y René Battle), El Universal (Enrique Bustamante Martínez), Guía Roji (Adriana Berger), T1-MSN / Prodigy (Samuel Morales Lau y Fátima Cabañas), Infosel Terra (Arturo Galván y Matthias Bahena) Bancomer (Alfredo Reyes Krafft) y Yahoo.[cita requerida], (Alejandro Cardoso).
Actualmente hay más de 150 asociados, entre los que están los socios activos, socios sénior y socios digitales. Recientemente, la AMIPCI ha cambiado su nombre a Asociación de Internet.mx

### Sociedad Internet de México (ISOC-MX)
La Sociedad Internet de México A.C. es la organización legalmente establecida en México que a través de una carta de entendimiento y acuerdo integra el capítulo en el país de la Internet Society (ISOC, por sus siglas en inglés). 
La ISOCMex o ISOC-MX es una iniciativa de un grupo de personas que formaban parte de Mexnet, y el objetivo era pertenecer a la Internet Society para contar con un foro nacional sobre Internet, donde los usuarios y todo tipo de proveedores de servicios o infraestructura puedan reunirse y expresar sus ideas respecto al desarrollo, servicios, seguridad y alcance de esta red que ya alcanza todos los estados de la República Mexicana. El primer presidente de la Sociedad Internet de México A.C. fué Jeffry Fernández, quien a su vez pertenecía al Consejo Directivo de Mexnet.

### Sociedad de la información
La sociedad de la información es un aspecto importante de la sociedad actual y se han realizado 2 cumbres internacionales hasta el momento, la primera en Ginebra, Suiza en el 2003 y la segunda en Túnez el 2005. México ha asistido a ambas mostrando su interés y apoyo para la causa y lo que se pretende es para el 2015 tener Internet en todos los rincones del mundo.
El término sociedad de la información ha sido utilizado para describir sistemas de organización en los cuales existe un alto empleo de las actividades diarias con la información y el uso de la tecnología. Además así se va presentando paulatinamente una demanda social de información a través de las tecnologías de vanguardia.
En México es importante destacar que debemos acelerar las condiciones que lleven a los cambios en el ingreso de la sociedad de la información. Es necesario aportaciones teóricas y metodológicas, infraestructuras de información y tecnológica que ayuden a la difusión de las telecomunicaciones. 
Además de que en México existen varias aspectos relacionados con la sociedad de la información que tienen que ver con otros sectores del país como los del ámbito político en los cuales se debería de considerar la información como parte estratégica en un plan de acción. Se debe de buscar el estudio de la sociedad de la información de forma que se pueda organizar para satisfacer las necesidades y condiciones de vida de la sociedad.

## Educación
El Gobierno Federal hizo un plan a cumplir entre el 2008 – 2012 y que consistía en dotar de 25 computadoras con acceso a Internet a todas y cada una de las escuelas públicas del Distrito Federal.[cita requerida]

## Compañías de Internet
Los principales compañías de Internet fijo son:
- Infinitum (América Móvil) - 50.1%
- Izzi (Televisa) - 24.3%
- Megacable - 16.0%
- Totalplay - 8.1%

En tanto, las principales compañías de Internet móvil son:
- Telcel (América Móvil) - 69.8%
- AT&T - 17.2%
- Movistar - 10.9%

Existen otras compañías de internet, entre ellas:
- Dish On
- Gurucomm
- IntenPlug
- Movistar
- Star Go
- Ultranet